# Dorcadion pseudonobile
Dorcadion pseudonobile är en skalbaggsart som beskrevs av Stefan von Breuning 1946. Dorcadion pseudonobile ingår i släktet Dorcadion och familjen långhorningar.
Artens utbredningsområde är Iran. Inga underarter finns listade i Catalogue of Life.